# Caoco

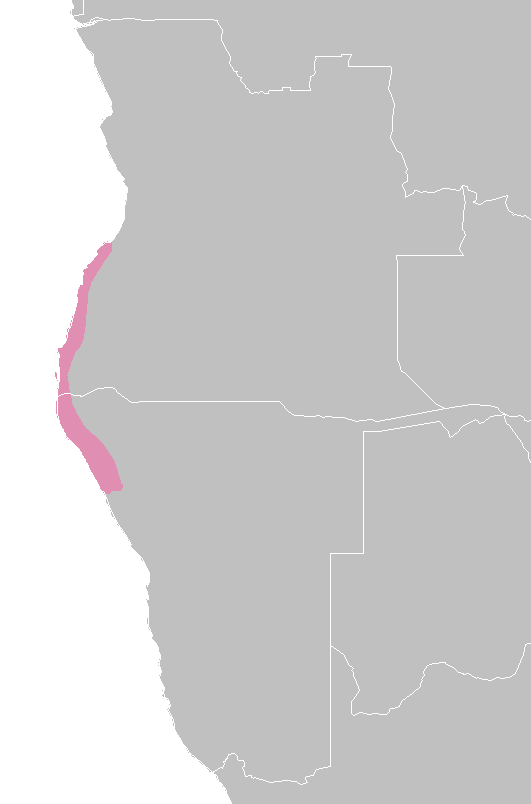
Localização do deserto de Caoco

O Caoco é um deserto na África que se estende ao norte do deserto do Namibe, entre a Namíbia e Angola. A fronteira entre os desertos estabelece-se no rio Uniab, embora por vezes sejam considerados um sistema desértico único.
O Caoco constitui uma ecorregião da ecozona afrotropical, as "dunas arenosas do deserto de Caoco". Esta ecorregião faz parte da macro-ecorregião denominada Desertos do Namibe, Carru e Caoco, listada nas biorregiões globais identificadas como prioridades para conservação.
O nome Caoco advém do termo "kaoko", que, por sua vez, é derivado do termo em língua herero "okaoko" que significa "braço esquerdo pequeno", nome dado ao vale desértico do rio Otjindjangi, afluente da margem sul-esquerda do rio Cunene localizado após as quedas do Monte Negro. Já o nome Kaokoveld, mais conhecido fora da lusofonia para designar o deserto, é um termo da língua africâner que possui o significado literal de "campos do Caoco".

## Descrição
É uma ecorregião desértica que ocupa uma área de 45.700 km² ao longo da costa norte da Namíbia e sul de Angola. Ocupa uma faixa de cerca de 100 km de largura entre o paralelo 13 S e o paralelo 21 S, desde a costa do Oceano Atlântico até à Grande Escarpa, onde começam os planaltos interiores da África Austral.
É limitado a norte pelas "florestas de miombo angolanas", a leste pelas "florestas de savana da Namíbia" e a sul pelo deserto do Namibe.
O deserto de Caoco recebe menos de 100 mm de chuva anualmente, dos quais mais de 60% ocorrem como tempestades entre outubro e março.